# Талица (приток Войчихи)

Талица — река в России, протекает в Нагорском районе Кировской области. Устье реки находится в 1 км по правому берегу реки Войчиха. Длина реки составляет 16 км.
Река берёт начало в лесу в 12 км к северо-востоку от посёлка Бажелка (центр Метелевского сельского поселения). Река течёт на восток. Всё течение проходит по ненаселённому частично заболоченному лесу. Впадает в Войчиху километром выше впадения самой Войчихи в Фёдоровку.

## Данные водного реестра
По данным государственного водного реестра России относится к Камскому бассейновому округу, водохозяйственный участок реки — Вятка от истока до города Киров, без реки Чепца, речной подбассейн реки — Вятка. Речной бассейн реки — Кама.
По данным геоинформационной системы водохозяйственного районирования территории РФ, подготовленной Федеральным агентством водных ресурсов:
- Код водного объекта в государственном водном реестре — 10010300212111100031211
- Код по гидрологической изученности (ГИ) — 111103121
- Код бассейна — 10.01.03.002
- Номер тома по ГИ — 11
- Выпуск по ГИ — 1